# Pelin Emniyetli
Pour les articles homonymes, voir Çelik.
Pelin Emniyetli (née Çelik le 23 mai 1982 à Istanbul) est une ancienne joueuse de volley-ball turque. Elle mesure 1,72 m et jouait au poste de passeuse. Elle a totalisé 132 sélections en équipe de Turquie.

## Clubs
| Club                | De        | À         |
| ------------------- | --------- | --------- |
| Ankara Vakifbank    | 1997-1998 | 1999-2000 |
| VB Günes Sigorta    | 2000-2001 | 2000-2001 |
| Yeşilyurt İstanbul  | 2001-2002 | 2002-2003 |
| Türk Telekom Ankara | 2003-2004 | 2005-2006 |
| Fenerbahçe İstanbul | 2006-2007 | 2007-2008 |
| Karşıyaka İzmir     | 2008-2009 | 2008-2009 |
| MKE Ankaragücü      | 2009-2010 | 2009-2010 |
| Beşiktaş İstanbul   | 2010-2011 | 2010-2011 |
| Rabita Bakou        | 2011-2011 | 2011-2011 |
| Azeryolservis       | 2011-2012 | 2011-2012 |
| Azerrail Bakou      | 2012-2012 | 2012-2012 |
| Sarıyer Belediyesi  | jan 2013  | mai 2013  |
| Çanakkale Belediye  | jan 2014  | mai 2014  |
| Beşiktaş İstanbul   | 2014-2015 | 2014-2015 |

## Palmarès

### Équipe nationale
- Championnat d'Europe
  - Finaliste : 2003.
- Ligue européenne
  - Finaliste : 2009.

### Clubs
- Championnat de Turquie
  - Vainqueur : 1998.
  - Finaliste : 2007, 2008.
- Championnat du monde des clubs
  - Vainqueur : 2011.

### Distinctions individuelles
- Ligue européenne de volley-ball féminin 2009: Meilleure passeuse.